# 小野友広
小野 友広（おの ともひろ、1979年4月5日 - ）は、日本の男性俳優。大分県出身。B型。
演劇集団イヌッコロに所属している。俳優として活躍する一方、他団体にも殺陣師として呼ばれるなど、アクションに精通している。
プロの俳優（舞台経験者/学校公演は対象外）を対象としたアクション・殺陣ワークショップを開催している。
Bears Train第2回公演『リバースヒストリカ』では自身による初プロデュース公演を手掛けている。

## 出演

### 舞台

#### 演劇集団イヌッコロ
- 第7回公演『リバースヒストリカ』（2013年10月16日～10月20日、中野ザ・ポケット）-*pnish*原作
- Showcase ver.2 『恋するアンチヒーロー』（2014年7月24日～8月3日、ポケットスクエア）
- 第9回公演『ご町内デュエル』（2014年10月14日～10月19日、ザ・ポケット）
- 第10回公演『スペーストラベロイド』（2015年8月4日～8月9日、テアトルBONBON）
- SHOW CASE ver.3『苦闘のラブリーロバー』（2015年12月9日～12月13日、ポケットスクエア）
- showcase ver.4『トラベルモード』（2016年3月30日～4月3日、テアトルBONBON）-*pnish*原作
- イヌッコロVSシザーブリッツ デュエル公演チームイヌッコロ『ご町内デュエル』（2016年10月27日～11月6日、サンモールスタジオ）
- 第11回公演『まわれ！無敵のマーダーケース』（2017年 3月21日〜3月26日、中野ザ・ポケット）
- Showcase ver.5『いえないアメイジングファミリー』（2017年 9月13日〜 9月18日、Theater スターフィールド）
- 第12回本公演『となりのホールスター』（2018年5月8日～5月13日、中野ザ・ポケット）
- イヌフェス第3弾Showcace ver.6『オタッカーズ・ハイ』（2018年10月16日～10月21日、サンモールスタジオ）＊TEAM-Bのみ
- 第13回本公演『いえないアメイジングファミリー』（2019年1月30日～2月10日、テアトルBONBON）＊TeamAのみ
- 第14回本公演『いさめ！池田屋シアター』（2019 年 9 月 11 日～16 日、ポケットスクエアザ・ポケット）＊誠のみ
- 第15回本公演『かげきなデイリープレイス』（2024年9月18日〜22日、ポケットスクエアザ・ポケット）[3]

#### 個人出演
- *pnish*vol.10 『サムライモード』（2008年6月、天王洲銀河劇場）
- 「ネオロマンス・ステージ 遙かなる時空の中で 舞一夜」（2008年8月13日～2008年8月17日、なかのZERO大ホール）
- WBB vol.4 「川崎ガリバー」（2013年4月20日～4月28日、青山円形劇場）
- イヌッコロ×ACTOLI×シザーブリッツ トリプルコラボ公演『恋するアンチヒーロー』（2015年5月8日～5月17日、新宿サンモールスタジオ）
- ラ・セッテ×イヌッコロ コラボ公演『まわれ！無敵のマーダーケース』（2017年10月12日～10月22日、サンモールスタジオ）＊TeamPのみ
- WBB vol.12「ミクロワールド・ファンタジア」（2017年7月26日～8月1日、紀伊國屋サザンシアター TAKASHIMAYA / 8月4日～8月6日、ナレッジシアター）
- Bears Train第2回公演『リバースヒストリカ』（2018年3月7日～3月11日、中目黒キンケローシアター）
- イヌフェス『トラベルモード』（2018年10月11日～10月15日、ウエストエンドスタジオ）
- 劇団SUTTHINEE第2回公演 カエデソウ（2019年4月3日～4月7日、劇場バルスタジオ）
- WBB plus『ギャングアワー」（2019年7月30日～8月4日、中野ザ・ポケット）